# Suspiros Bay
Die Suspiros Bay (in Argentinien Bahía Suspiros ‚Seufzerbucht‘, in Chile Bahía Koegel, im Vereinigten Königreich Kinnes Cove) ist eine 2,8 km breite Bucht am westlichen Ende der Joinville-Insel vor der Nordspitze der Antarktischen Halbinsel. Sie liegt zwischen den Madder-Kliffs und Kap Kinnes.
Kapitän Emilio L. Díaz, Leiter der von 1951 bis 1952 dauernden argentinischen Antarktisexpedition, benannte sie. Namensgebend waren die Schwierigkeiten, auf die Díaz beim Ankern in dieser Bucht stieß. Das Advisory Committee on Antarctic Names übertrug diese Benennung 1965 ins Englische. Wissenschaftler der 3. Chilenischen Antarktisexpedition (1948–1949) benannten sie nach Fregattenkapitän Raúl Koegel M., Schiffsführer der Maipo bei dieser Forschungsfahrt. Das UK Antarctic Place-Names Committee wiederum benannte sie 1957 in Anlehnung an das gleichnamige benachbarte Kap. Dessen Namensgeber ist der schottische Schiffseigner Robert Kinnes (1854–1940), ein Geldgeber der Dundee Whaling Expedition (1892–1893).